# Campeonato de España de Verano de Natación 2021
El CVIII Campeonato de España de Verano de Natación se celebró en Las Palmas de Gran Canaria entre el 3 y el 7 de agosto de 2021 bajo la organización de la Real Federación Española de Natación (RFEN) y el Club Natación Metropole.
Las competiciones se realizaron en el Club Natación Metropole de la ciudad canaria.

## Resultados

### Masculino
| Evento                    | Oro                                                                      | Plata                                                                    | Bronce                                                                                   |
| ------------------------- | ------------------------------------------------------------------------ | ------------------------------------------------------------------------ | ---------------------------------------------------------------------------------------- |
| 50 m libre (04.08)        | Carles Coll C. N. Sabadell 22,47                                         | Guillaume Guth Francia 22,52                                             | Nikita Baez Francia 22,72                                                                |
| 100 m libre (05.08)       | Sergio de Celis C. N. Sabadell 49,12                                     | Guillaume Guth Francia 49,54                                             | César Castro C. N. Santa Olaya 49,64                                                     |
| 200 m libre (07.08)       | César Castro C. N. Santa Olaya 1:47,31                                   | Tom Hug-Dreyfus Francia 1:48,54                                          | Sergio de Celis C. N. Sabadell 1:49,34                                                   |
| 400 m libre (06.08)       | Khiew Hoe Yean Malasia 3:50,77                                           | Miguel Durán C. N. Terrassa 3:52,01                                      | Tommy-Lee Camblong Francia 3:52,53                                                       |
| 800 m libre (03.08)       | Tommy-Lee Camblong Francia 7:55,81                                       | Miguel Durán C. N. Terrassa 7:59,21                                      | Guillem Pujol C. N. Mataró 8:02,10                                                       |
| 1500 m libre (05.08)      | Alejandro Puebla C. N. Cartagonova-Cartagena 15:13,58                    | Carlos Garach C. N. Churriana 15:15,66                                   | Albert Escrits C. N. Sant Andreu 15:16,00                                                |
| 50 m espalda (03.08)      | Hugo González Real Canoe N. C. 25,36                                     | Carles Coll C. N. Sabadell 25,84                                         | Alejandro Calderón C. E. Mediterrani 26,06                                               |
| 100 m espalda (04.08)     | Hugo González Real Canoe N. C. 53,93                                     | Antoine Herlem Francia 55,31                                             | Nicolás García C. D. Gredos San Diego 56,17                                              |
| 200 m espalda (06.08)     | Hugo González Real Canoe N. C. 1:58,14                                   | Antoine Herlem Francia 1:59,07                                           | Nicolás García C. D. Gredos San Diego 1:59,26                                            |
| 50 m braza (03.08)        | Carl Aitkaci Francia 27,85                                               | Gonzalo Carazo C. D. Gredos San Diego 28,37                              | Íñigo Marina C. D. N. Inacua Málaga 28,51                                                |
| 100 m braza (05.08)       | Carl Aitkaci Francia 1:01,30                                             | Gonzalo Carazo C. D. Gredos San Diego 1:01,67                            | Clément Bidard Francia 1:01,68                                                           |
| 200 m braza (06.08)       | Antoine Marc Francia 2:13,28                                             | Álex Castejón C. N. Sabadell 2:13,39                                     | Clément Bidard Francia 2:14,67                                                           |
| 50 m mariposa (03.08)     | Alberto Lozano C. E. Mediterrani 23,78                                   | Thomas Piron Francia 23,97                                               | Mario Mollà C. N. Terrassa 24,04                                                         |
| 100 m mariposa (07.08)    | Alberto Lozano C. E. Mediterrani 52,89                                   | Álex Ramos C. N. Sabadell 53,05                                          | Hugo González Real Canoe N. C. 53,07                                                     |
| 200 m mariposa (05.08)    | Noyan Taylan Francia 1:57,70                                             | Joan Lluís Pons C. N. Sant Andreu 1:57,79                                | Arbidel González C. N. Santa Olaya 1:59,69                                               |
| 200 m estilos (07.08)     | Clément Bidard Francia 2:00,43                                           | Joan Lluís Pons C. N. Sant Andreu 2:01,13                                | Max Berg Francia 2:02,27                                                                 |
| 400 m estilos (04.08)     | Álex Castejón C. N. Sabadell 4:19,22                                     | Marcos Martín C. D. Gredos San Diego 4:19,32                             | Arbidel González C. N. Santa Olaya 4:20,98                                               |
| 4 × 100 m libre (06.08)   | Francia Guillaume Guth Tom Hug-Dreyfus Max Berg Thomas Piron 3:19,79     | C. N. Sabadell Sergio de Celis Carles Coll Álex Ramos Marc Vivas 3:20,32 | Madrid N. C. Konrad Czerniak Francisco Arévalo Javier Nicolás Matta Antoni Mulet 3:21,09 |
| 4 × 200 m libre (04.08)   | Francia Tommy-Lee Camblong Max Berg Tom Hug-Dreyfus Noyan Taylan 7:19,45 | C. N. Terrassa Mario Mollà Ferran Siré Marcos Gil Miguel Durán 7:23,11   | C. N. Sabadell Sergio de Celis Álex Ramos Álex Castejón Carles Coll 7:24,96              |
| 4 × 100 m estilos (07.08) | Francia Clément Bidard Carl Aitkaci Thomas Piron Guillaume Guth 3:38,96  | C. N. Sabadell Diego Mira Carles Coll Álex Ramos Sergio de Celis 3:39,47 | Madrid N. C. Francisco Arévalo Javier Nicolás Matta Konrad Czerniak Antoni Mulet 3:44,40 |

### Femenino
| Evento                    | Oro                                                                                | Plata                                                                              | Bronce                                                                                 |
| ------------------------- | ---------------------------------------------------------------------------------- | ---------------------------------------------------------------------------------- | -------------------------------------------------------------------------------------- |
| 50 m libre (04.08)        | Lidón Muñoz C. N. Sant Andreu 25,27                                                | Lison Nowaczyk Francia 25,43                                                       | Marta González C. N. Sant Andreu 25,75                                                 |
| 100 m libre (06.08)       | Lidón Muñoz C. N. Sant Andreu 55,40                                                | Lison Nowaczyk Francia 55,44                                                       | Marta González C. N. Sant Andreu 56,11                                                 |
| 200 m libre (07.08)       | Alba Herrero C. N. Tenis Elche 2:00,70                                             | África Zamorano C. N. Sant Andreu 2:00,85                                          | Marina García C. N. Sabadell 2:00,94                                                   |
| 400 m libre (05.08)       | Alba Herrero C. N. Tenis Elche 4:12,17                                             | África Zamorano C. N. Sant Andreu 4:12,29                                          | Paula Otero C. N. Arteixo 4:12,70                                                      |
| 800 m libre (06.08)       | Paula Otero C. N. Arteixo 8:35,48                                                  | Alba Herrero C. N. Tenis Elche 8:38,00                                             | Ángela Martínez C. N. Elche 8:42,99                                                    |
| 1500 m libre (03.08)      | Paula Otero C. N. Arteixo 16:19,46                                                 | Ángela Martínez C. N. Elche 16:32,90                                               | Candela Sánchez C. D. Gredos San Diego 16:40,23                                        |
| 50 m espalda (03.08)      | Analia Pigrée Francia 27,39                                                        | Paloma de Bordóns C. N. Bahía de Cádiz 29,08                                       | Mireia Pradell C. N. Barcelona 29,26                                                   |
| 100 m espalda (04.08)     | Analia Pigrée Francia 1:00,46                                                      | África Zamorano C. N. Sant Andreu 1:01,64                                          | Mireia Pradell C. N. Barcelona 1:02,73                                                 |
| 200 m espalda (06.08)     | África Zamorano C. N. Sant Andreu 2:11,98                                          | Ana Muñoz E. M. El Olivar 2:13,27                                                  | Ana Cernadas Fluvial de Lugo 2:15,78                                                   |
| 50 m braza (03.08)        | María Ramos C. D. Gredos San Diego 31,48                                           | Marina García C. N. Sabadell 32,04                                                 | Laura Rodríguez C. N. Mijas 32,10                                                      |
| 100 m braza (05.08)       | Jessica Vall C. N. Sant Andreu 1:07,92                                             | Laura Rodríguez C. N. Mijas 1:09,67                                                | Alba Vázquez C. N. Colombino 1:10,26                                                   |
| 200 m braza (06.08)       | Jessica Vall C. N. Sant Andreu 2:26,49                                             | Laura Rodríguez C. N. Mijas 2:27,54                                                | Emma Carrasco C. E. INEF Lleida 2:27,81                                                |
| 50 m mariposa (03.08)     | Maider Redin C. N. Easo 27,12                                                      | Alba Guillamón C. N. Sant Andreu 27,29                                             | Carmen Balbuena C. D. N. Inacua Málaga 27,63                                           |
| 100 m mariposa (07.08)    | Carmen Balbuena C. D. N. Inacua Málaga 1:00,06                                     | Lilou Ressencourt Francia 1:00,11                                                  | Lidón Muñoz C. N. Sant Andreu Alba Guillamón C. N. Sant Andreu 1:00,46                 |
| 200 m mariposa (05.08)    | Lilou Ressencourt Francia 2:11,41                                                  | Carmen Balbuena C. D. N. Inacua Málaga 2:11,81                                     | Catalina Corró C. N. Sabadell 2:12,18                                                  |
| 200 m estilos (07.08)     | Catalina Corró C. N. Sabadell 2:13,43                                              | Emma Carrasco C. E. INEF Lleida 2:14,66                                            | Alba Vázquez C. N. Colombino 2:16,71                                                   |
| 400 m estilos (04.08)     | Catalina Corró C. N. Sabadell 4:39,35                                              | Emma Carrasco C. E. INEF Lleida 4:46,61                                            | Ainhoa Martín C. D. N. Bidasoa XXI 4:47,75                                             |
| 4 × 100 m libre (05.08)   | C. N. Sant Andreu Marta González Lidón Muñoz África Zamorano Júlia Pujadas 3:44,41 | C. N. Sabadell Carla Seco Nerea Ibáñez Marina García Catalina Corró 3:48,66        | C. D. Gredos San Diego Laura López Irene Berbel Mai Ortega Laura García 3:51,79        |
| 4 × 200 m libre (04.08)   | C. N. Sabadell Nerea Ibáñez Marina García Aina Oliván Catalina Corró 8:10,05       | C. N. Sant Andreu Júlia Pujadas Marta González Lidón Muñoz África Zamorano 8:10,87 | C. D. Gredos San Diego Laura García Mai Ortega Irene Berbel Candela Sánchez 8:18,36    |
| 4 × 100 m estilos (07.08) | C. N. Sant Andreu África Zamorano Jessica Vall Alba Guillamón Lidón Muñoz 4:03,58  | C. N. Sabadell Carla Seco Marina García Catalina Corró Nerea Ibáñez 4:10,56        | C. N. Barcelona Mireia Pradell Nàdia Tudó María Victoria Yegres Mónica Ramírez 4:14,17 |

## Clasificaciones
A continuación se detalla el Top 10 de las clasificaciones masculina y femenina:

### Clasificación masculina
| Puesto            | Club                   | Puntos |
| ----------------- | ---------------------- | ------ |
| Medalla de oro    | C. N. Sabadell         | 359    |
| Medalla de plata  | C. D. Gredos San Diego | 338    |
| Medalla de bronce | C. N. Terrassa         | 308.5  |
| 4                 | C. E. Mediterrani      | 269    |
| 5                 | C. N. Santa Olaya      | 210    |
| 6                 | Real Canoe N. C.       | 197.5  |
| 7                 | C. N. Sant Andreu      | 196.5  |
| 8                 | Madrid N. C.           | 181.5  |
| 9                 | C. N. Mataró           | 105    |
| 10                | C. D. N. Inacua Málaga | 91     |
| 10                | C. N. Madrid Moscardó  | 91     |

### Clasificación femenina
| Puesto            | Club                   | Puntos |
| ----------------- | ---------------------- | ------ |
| Medalla de oro    | C. N. Sant Andreu      | 450    |
| Medalla de plata  | C. N. Sabadell         | 363    |
| Medalla de bronce | C. D. Gredos San Diego | 314    |
| 4                 | C. N. Tenis Elche      | 210    |
| 5                 | C. D. N. Inacua Málaga | 176    |
| 6                 | C. D. N. Bidasoa XXI   | 143    |
| 7                 | Real Canoe N. C.       | 140    |
| 8                 | C. N. Barcelona        | 134    |
| 9                 | C. E. Mediterrani      | 111    |
| 10                | C. E. INEF Lleida      | 100    |